# Spilosoma confusa
Spilosoma confusa là một loài bướm đêm thuộc phân họ Arctiinae, họ Erebidae.